# 皮赛地区塔内尔
皮赛地区塔内尔（法語：Tannerre-en-Puisaye，法語發音：[tanɛʁ ɑ̃ pɥizɛ] ⓘ）是法国勃艮第-弗朗什-孔泰大区约讷省的一个市镇，属于欧塞尔区。

## 地理
皮赛地区塔内尔（47°44'6"N, 3°7'52"E）面积28.93 平方千米，位于法国勃艮第-弗朗什-孔泰大區约讷省，该省份为法国中北部内陆省份，西接卢瓦雷省，西北接塞纳-马恩省，南至涅夫勒省，东临科多尔省，东北与奥布省接壤。
与皮赛地区塔内尔接壤的市镇（或旧市镇、城区）包括：尚皮涅勒、德拉西、梅济耶、圣法尔若、热内新城、维利耶圣伯努瓦。

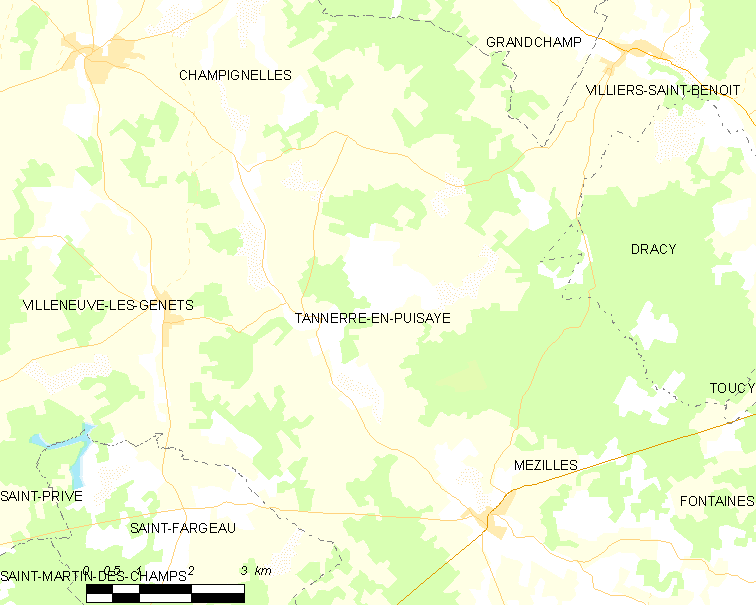
皮赛地区塔内尔的OSM定位图

皮赛地区塔内尔的时区为UTC+01:00、UTC+02:00（夏令时）。

## 行政
皮赛地区塔内尔的邮政编码为89350，INSEE市镇编码为89408。

## 政治
皮赛地区塔内尔所属的省级选区为皮赛中心县。

## 人口

1962-2008年间皮赛地区塔内尔人口变化图示

皮赛地区塔内尔于2022年1月1日时的人口数量为271人。